# Noah Wyle

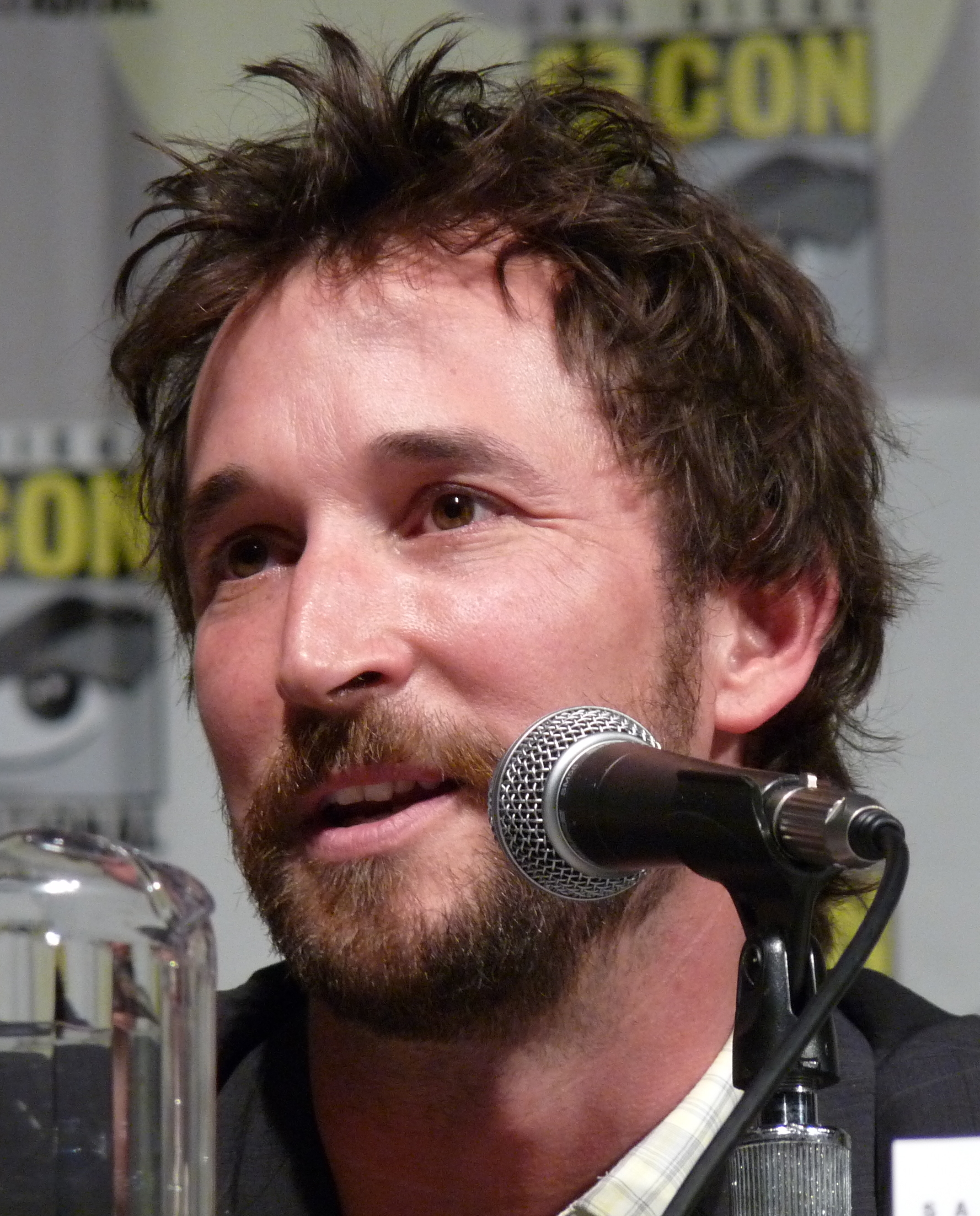
Noah Wyle (2010)

Noah Strausser Speer Wyle [waɪˈliː] (* 4. Juni 1971 in Hollywood, Kalifornien) ist ein US-amerikanischer Schauspieler, Regisseur und Drehbuchautor.

## Leben
Noah Wyle wurde als Sohn der Krankenschwester Marjorie und des Elektrikers Stephen Wyle in Hollywood geboren. Er hat neben seiner drei Jahre älteren Schwester Alex und seinem jüngeren Bruder Aaron eine Stiefschwester und drei Stiefbrüder. Nach ihrer Scheidung von Stephen Wyle 1977 heiratete Wyles Mutter den Filmrestaurator und Filmproduzenten James C. Katz.
Katz war es, der Wyle erste Einblicke in die Filmbranche gewährte. Erste Schauspielerfahrung sammelte Wyle an der Thacher School, einem Internat in Ojai, Kalifornien, wo er unter anderem an einer Aufführung von Jean-Paul Sartres Geschlossene Gesellschaft als Schauspieler und Regisseur mitwirkte. An der Northwestern University in Chicago belegte er ebenfalls einige Kurse und nahm Schauspielunterricht bei Larry Moss. Seinen ersten Auftritt hatte Wyle  in dem Fernsehthriller Blind Faith. Daran anschließend folgten verschiedene Auftritte in Fernseh- und Kinoproduktionen.
Große Bekanntheit erlangte Wyle durch die von 1994 bis 2009 ausgestrahlte Krankenhausserie Emergency Room – Die Notaufnahme, in der er die Rolle des Dr. John Carter spielte. Er wurde zu einem Star der Serie und war nach der zehnten Staffel der einzige Schauspieler, der seit Beginn der Serie noch der Stammbesetzung angehörte. Seine Mitwirkung als Hauptdarsteller endete mit dem Ende der 11. Staffel, danach trat er in der 12. Staffel noch in mehreren Episoden als Gastdarsteller auf. Im letzten Drittel der 15. Staffel gehörte er in einigen Episoden erneut zu den Hauptdarstellern. Für seine Mitwirkung wurde er für fünf Emmys, drei Golden Globe Awards und zusammen mit dem restlichen Ensemble siebenmal für den Screen Actors Guild Award nominiert; er gewann ihn von 1996 bis 1999 viermal.
Von Juni 2011 bis August 2015 war er als Tom Mason in Steven Spielbergs Science-Fiction-Serie Falling Skies zu sehen.

## Privates

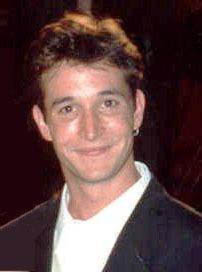
Noah Wyle (1995)

Am 6. Mai 2000 heiratete  Noah Wyle die vier Jahre ältere Maskenbildnerin Tracy Warbin, die er 1996 bei den Dreharbeiten zu The Myth of Fingerprints kennengelernt hatte. Gemeinsam bewohnten sie eine Ranch im Santa Ynez Valley nahe Santa Barbara, die Wyle der Schauspielerin Bo Derek für ca. 2,5 Millionen US-Dollar abkaufte. Warbin und Wyle haben miteinander zwei Kinder. Ende 2009 trennte sich Wyle von seiner Frau und zog in ein nahegelegenes Haus, um seine beiden Kinder jederzeit sehen zu können.
Im Juni 2014 heiratete er die Schauspielerin Sara Wells, die er 2011 kennen lernte und mit der er eine 2015 geborene Tochter hat.

## Filmografie (Auswahl)
- 1990: Mord nach Plan (Blind Faith, Fernsehfilm)
- 1991: Zwischen Liebe und Hass (Crooked Hearts)
- 1992: Eine Frage der Ehre (A Few Good Men)
- 1993: Swing Kids
- 1994–2005, 2009: Emergency Room – Die Notaufnahme (ER, Fernsehserie, 254 Folgen)
- 1994: The Last Days of Paradise (There Goes My Baby)
- 1995: Friends (Fernsehserie, Folge 1x17)
- 1996: Sesamstraße (Fernsehserie, Folge 28x01)
- 1997: Das Familiengeheimnis (The Myth of Fingerprints)
- 1999: Die Silicon Valley Story (Pirates of Silicon Valley)
- 2000: Fail Safe – Befehl ohne Ausweg (Fail Safe)
- 2001: Scenes of the Crime
- 2001: Donnie Darko
- 2002: Genug – Jeder hat eine Grenze (Enough)
- 2002: Weißer Oleander (White Oleander)
- 2004: The Quest – Jagd nach dem Speer des Schicksals (The Librarian: Quest for the Spear)
- 2005: The Californians
- 2006: The Quest – Das Geheimnis der Königskammer (The Librarian: Return to King Solomon’s Mines)
- 2008: W. – Ein missverstandenes Leben (W.)
- 2008: Nichts als die Wahrheit (Nothing But the Truth)
- 2008: The Quest – Der Fluch des Judaskelch (The Librarian: The Curse of the Judas Chalice)
- 2010: Below the Beltway
- 2011–2015: Falling Skies (Fernsehserie, 52 Folgen)
- 2013: Snake and Mongoose
- 2013: S3 – Stark, schnell, schlau (Lab Rats, Fernsehserie, Folge 2x24)
- 2014–2018: The Quest – Die Serie (The Librarians, Fernsehserie, 23 Folgen)
- 2015: Zorniges Land (The World Made Straight)
- 2016: Adoptable (Fernsehserie, 4 Folgen)
- 2016: Angie Tribeca (Fernsehserie, Folge 2x06)
- 2017: The Secret Man (Mark Felt: The Man Who Brought Down the White House)
- 2017: Shot
- 2017: Perfect Citizen (Fernsehfilm)
- 2018: The Romanoffs (Fernsehserie, Folge 1x02)
- 2019: The Red Line (Fernsehserie, 8 Folgen)
- seit 2021: Leverage 2.0 (Leverage: Redemption, Fernsehserie)
- 2022: At the Gates
- seit 2025: The Pitt (Fernsehserie)